# Tom Ellis
Tom Ellis, född 17 november 1978 i Cardiff, Wales, är en brittisk skådespelare. Han spelade Dr. Oliver Cousins i BBC:s såpopera EastEnders, och spelar titelrollen som Lucifer Morningstar i Fox TV-serie Lucifer.

## Filmografi
| År        | Titel                                        | Roll                        | Kommentar                     |
| --------- | -------------------------------------------- | --------------------------- | ----------------------------- |
| 2001      | The Life and Adventures of Nicholas Nickleby | John Browdie                |                               |
| 2001–02   | Nice Guy Eddie                               | Frank Bennett               |                               |
| 2001      | High Heels and Low Lifes                     | Polis                       |                               |
| 2001      | Buffalo Soldiers                             | Squash                      |                               |
| 2003      | Pollyanna                                    | Timothy                     |                               |
| 2003      | I'll Be There                                | Ivor                        |                               |
| 2004      | Messiah III: The Promise                     | Dr. Phillip Ryder           |                               |
| 2004      | Vera Drake                                   | Polis                       |                               |
| 2005      | ShakespeaRe-Told: Mycket väsen för ingenting | Claude                      |                               |
| 2005      | Morden i Midsomer                            | Lee Smeeton                 | Avsnittet "Midsomer Rhapsody" |
| 2005      | Waking the Dead                              | Harry Taylor                | Avsnittet "Straw Dog"         |
| 2005–06   | No Angels                                    | Justyn                      |                               |
| 2006      | EastEnders                                   | Dr. Oliver Cousins          |                               |
| 2006      | The Catherine Tate Show                      | Kriminalinspektör Sam Speed |                               |
| 2007      | Suburban Shootout                            | P.C. Haines                 |                               |
| 2007      | Doctor Who                                   | Tom Milligan                |                               |
| 2007      | The Catherine Tate Christmas Show            | Kriminalinspektör Sam Speed |                               |
| 2008      | Brottet och straffet                         | Nick Fisher                 |                               |
| 2008      | Miss Conception                              | Zak                         |                               |
| 2008      | The Passion                                  | Aposteln Philip/Filippos    |                               |
| 2009      | Monday Monday                                | Steven                      |                               |
| 2009–15   | Miranda                                      | Gary Preston                |                               |
| 2010      | Dappers                                      | Marco                       |                               |
| 2010      | Merlin                                       | Kung Cendred                |                               |
| 2010      | Accused                                      | Neil                        |                               |
| 2011      | The Fades                                    | Mark Etches                 |                               |
| 2011      | Sugartown                                    | Max Burr                    |                               |
| 2012      | Gates                                        | Mark Pearson                |                               |
| 2012      | The Secret of Crickley Hall                  | Gabe Caleigh                |                               |
| 2013      | Once Upon a Time                             | Robin Hood                  | Avsnittet "Lacey"             |
| 2014      | Rush                                         | Dr. William Rush            | Huvudroll                     |
| 2015      | The Strain                                   | Rob Bradley                 |                               |
| 2016–2021 | Lucifer                                      | Lucifer Morningstar         | Huvudroll                     |